# براد گرت
براد گرت (انگلیسی: Brad Garrett؛ زاده ۱۴ آوریل ۱۹۶۰) یک هنرپیشه اهل ایالات متحده آمریکا است.

## گزیده فیلمشناسی
از فیلم‌ها یا برنامه‌های تلویزیونی که وی در آن نقش داشته‌است می‌توان به آثار زیر اشاره کرد.
- کسپر (فیلم) (۱۹۹۵)
- ضد جاسوسی (فیلم) (۱۹۹۶)
- سرویس تحویل کی‌کی (۱۹۹۸)
- پوکاهانتس ۲: سفر به یک دنیای جدید (۱۹۹۸)
- زندگی یک حشره (۱۹۹۸)
- رذل و دوست‌داشتنی (۱۹۹۹)
- ماجرای فوق‌العاده گوفی (۲۰۰۰)
- استوارت کوچولو ۲ (۲۰۰۲)
- در جستجوی نمو (۲۰۰۳)
- گارفیلد (فیلم) (۲۰۰۴)
- پورکو روسو (۲۰۰۵)
- پستونک (فیلم) (۲۰۰۵)
- تام و جری: پرواز به سوی مریخ (۲۰۰۵)
- تارزان ۲ (۲۰۰۵)
- شب در موزه (۲۰۰۶)
- موسیقی و ترانه (۲۰۰۷)
- راتاتویی (فیلم) (۲۰۰۷)
- آندرداگ (فیلم ۲۰۰۷) (۲۰۰۷)
- دختر بهترین دوست من (۲۰۰۸)
- شب در موزه: نبرد اسمیتسونین (۲۰۰۹)
- گیسوکمند (۲۰۱۰)
- شنل‌قرمزی ۲ (۲۰۱۱)
- سفر به دهلی (۲۰۱۳)
- هواپیماها (فیلم) (۲۰۱۳)
- برت واندراستون باورنکردنی (۲۰۱۳)
- شب در موزه: راز مقبره (۲۰۱۴)
- لاک‌پشت‌های نینجای نوجوان جهش‌یافته: خارج از سایه‌ها (۲۰۱۶)
- در جستجوی دوری (۲۰۱۶)
- کریستوفر رابین (فیلم) (۲۰۱۸)
- رالف اینترنت را خراب می‌کند (۲۰۱۸)
- گلوریا بل (۲۰۱۸)
- روزان (۱۹۹۱)
- بتمن: مجموعه پویانمایی (۱۹۹۴)
- ساینفلد (۱۹۹۶)
- قصه‌هایی از سردابه (مجموعه تلویزیونی) (۱۹۹۶)
- سوپرمن: مجموعه پویانمایی (۱۹۹۶–۱۹۹۹)
- آزمایشگاه دکستر (مجموعه تلویزیونی) (۱۹۹۶–۲۰۰۳)
- مورفی براون (۱۹۹۸)
- تونسیلوانیا (۱۹۹۸)
- باز لایتیر فرماندهی ستاره (۲۰۰۰)
- کیم پاسیبل (۲۰۰۲)
- مانک (۲۰۰۸)
- جون ریورز (۲۰۰۹)
- جایزه انجمن نویسندگان آمریکا (۲۰۱۴)
- فارگو (مجموعه تلویزیونی) (۲۰۱۵)
- این ما هستیم (مجموعه تلویزیونی) (۲۰۱۶)
- داستان عامه‌پسند: شهر فرشتگان (۲۰۲۰)
- فال‌اوت (۱۹۹۷)
- در جستجوی نمو (بازی) (۲۰۰۳)
- راتاتویی (بازی ویدئویی) (۲۰۰۷)